# Frozen (canción de Delain)
«Frozen» es la segunda canción del álbum Lucidity de la banda Delain y el primer sencillo de este.

## Canciones
| Pista | Título                    | Tiempo | Voz colaboradora |
| ----- | ------------------------- | ------ | ---------------- |
| 1     | Frozen (Versión Single)   | 4:01   |                  |
| 2     | Deep Frozen (Bonus Track) | 4:43   | George Oosthoek  |
| 3     | Frozen (Video)            | 4:13   |                  |

## Video
El video fue grabado en Nurnberg, Alemania. El video muestra una historia de Charlotte, la cual le pasan una serie de sucesos con un niño fantasma que la hace salir de donde estaba, al salir el niño fantasma empieza a congelar las cosas y luego se va, luego Chatlotte va a una parte donde es convertida en un fantasma o transportada a otra dimensión.

## Lineaje
- Charlotte Wessels - Voz
- Ronald Landa - Guitarra
- Ray van Lente - Guitarra
- Rob van der Loo - Bajo
- Sander Zoer - Batería
- Martijn Westerholt - Teclados